# Simon Hureau
Simon Hureau, né à Caen le 11 juin 1977 est un auteur français de bande dessinée et de carnets de voyage. Il a publié plusieurs dizaines d'ouvrages, seul ou en collaboration, remarqués par ses dessins à l'aquarelle colorés, détaillés (L'oasis), dépaysants (Sermilik), aux thématiques souvent écologiques. Il a reçu plusieurs prix ; notamment le Prix du meilleur premier album au festival d'Angoulême pour Palaces en 2004, un Fauve Polar SNCF, en 2012, grâce à son album Intrus à l’Etrange, ainsi que le prix Région Centre-Val-de-Loire BD Boum pour L'oasis en 2020.

## Biographie
Simon Hureau grandit à Caen et y vit ses vingt premières années,. Après un baccalauréat scientifique, un cursus de droit abandonné et après avoir fréquenté l'École des beaux-arts de Caen, il intègre en 1999 la section illustration de l'École supérieure des arts décoratifs de Strasbourg. Parallèlement à ses études, il édite des fanzines à tirage confidentiel notamment au sein de l'association « Institut Pacôme ».
Au Festival d'Angoulême il reçoit, en 2001, le 2e prix « Jeune Talent » et remporte le Fauve Polar SNCF, en 2012, grâce à son album Intrus à l’Etrange édité par La Boîte à Bulles. Il vit plusieurs années en région parisienne, puis en Indre et Loire,. Il s'est beaucoup investi dans l'aménagement de son jardin, et est très imprégné des thématiques écologiques, notamment la biodiversité, ce qui a donné la toile de fond de l'Oasis''''. Il a également beaucoup publié des carnets et des récits de voyages ainsi que de nombreuses oeuvres de fiction.

## Publications
Il a publié de nombreux ouvrages''', dont :

### Public adulte

#### Textes et dessins
- Fragments, auto-édité, 1998
- Monsieur Henri, 1999
- Filandreux, 5 tomes de 1999 à 2012
- Palaces, éd. Ego comme X, 2003  (ISBN 2-910946-35-5) ; réédition à la demande, augmentée 2011.
- Le chef-d'oeuvre inconnu, la dernière aventure du célèbre installationniste Aubert Mutualité, 2003
- Mégots et miracles, 2003
- Colombe et la horde, éd. Ego comme X, 2004  (ISBN 2-910946-42-8)
- Bureau des prolongations, éd. Ego comme X, 2005  (ISBN 2-910946-48-7)
- Tout doit disparaître, éd. Futuropolis, 2006  (ISBN 2-7548-0082-4)
- L'Empire des hauts murs, éd. Delcourt, 2006  (ISBN 2-84789-879-4)
- Formol #1, #2 et #3, éd. Institut Pacôme, 2008
- Le Musée insolite de Limul Goma, tome 1 : Hautes oeuvres, éd. La Boîte à bulles, 2008  (ISBN 978-2-84953-059-7)
- Aspic Voisine, éd. (publié au nom de "Monsieur H") La Boîte à bulles, 2009  (ISBN 978-2-84953-081-8)
- Intrus à l'étrange, éd. La Boîte à bulles, 2009  (ISBN 978-2-84953-126-6)
- L'arbre aux asticots, 2010
- Filandreux, vieux clou indigeste, 2012
- Le Musée insolite de Limul Goma, Tome 2 : Le massacre, éd. La Boîte à bulles, 2013,  (ISBN 978-2-84953-152-5) (BNF 43512735)[15]
- Au gré des courants, carnet de pérégrinations à Amboise et alentour, La Boîte à bulles, 2014  (ISBN 9782849531846)
- Mille Parages, tome 1 : Fragments bourlingatoires d'ici et d'ailleurs, éd. La Boîte à bulles, 2015,  (ISBN 978-2-84953-217-1)
- Égratignures, 2015
- L'esprit ailleurs, 2018
- L'Oasis, petite genèse d'un jardin biodivers, Dargaud, avril 2020  (ISBN 9782205085808)
- Sermilik : Là où naissent les glaces, Dargaud, mai 2022  (ISBN 978-2-205-20307-3)[16]'[17]

#### En collaboration
- La maison aux démons, textes de Jean-Marc Ligny, 2002
- Crève saucisse, avec Pascal Rabaté[18], éd. Futuropolis, 2013  (ISBN 978-2-7548-0886-6) (BNF 43523063)
- Rouge Himba, carnet d'amitié avec les éleveurs nomades de Namibie en collaboration avec Solenn Bardet, éditions La Boîte à bulles, 15 novembre 2017,  (ISBN 2849532932)
- Le vivant à vif, avec Bruno David, éditions Rue de Sèvres, avril 2024  (ISBN 9782810202614)
- L'Eveil de Tirésias, Camille Bordes (Scénario, dessin et couleurs), Simon Hureau (Storyboard), 2025

#### En collectif
- Banlieue nomade : Carnets de voyage autour de Paris, Editions alternatives, 2006
- Le jour où, 1987-2007 ; France Info, 20 ans d'actualité, Futuropolis, 2007
- Kompilasi Komikus : [Carnet de résidences] en Indonésie, 2014
- Des animaux et des hommes, collectif, 2022
- Métal Hurlant N°9 : Le Futur ? C'était mieux après, collectif, 2023
- Croq and Mob en Rabelaisie #2, collectif, 2024
- Bouts du Monde n°61 : Voyages en train, collectif, 2025
- Revue Carnets d’ailleurs, n° 1, 3, 5, et 7
- Croq and mob en Rabelaisie, 1, 2, 3 , 4

### Public jeunesse
- Sous le signe du dauphin, textes de Yves-Marie Clément, 2004
- La Nuit des Cages, avec Rascal, éd. Didier Jeunesse, 2007  (ISBN 227805693X)
- Ronde de nuit, 2012
- Un jardin extraordinaire, 2022
- La grande parenthèse, Motus, 2024[19]

## Prix et distinction
Au Festival d'Angoulême il reçoit, en 2001, le 2e prix « Jeune Talent ».
- 2004 : Prix du meilleur premier album au festival d'Angoulême pour Palaces
- 2011 : prix Nouvelle République BD Boum pour Intrus à l'étrange
- 2012 : Fauve Polar SNCF, en 2012, grâce à son album Intrus à l’Etrange
- 2020 : prix Région Centre-Val-de-Loire BD Boum pour L'oasis[20]
- 2022 : prix Ouest-France Quai des Bulles, à Saint-Malo, pour son album Sermilik
- 2025 : nommé au prix BD de la connaissance du Cabaret Vert pour Le vivant à vif

### Vidéographie
- Simon Hureau : Comment dessiner "L'Oasis" ? La leçon de dessin confinée, France Inter, 2 juillet 2020[6]
- Langeais : rencontre avec Simon Hureau auteur de bande dessinée et jardinier..., France 3 Centre-Val de Loire, 17 juillet 2020[7]
- Il a transformé son jardin en oasis de biodiversité !, 18h39, 25 septembre 2020[8]
- Rencontre avec Simon Hureau, auteur de l'Oasis, Bibliothèque municipale de Tours, 19 avril 2021[9]
- Simon Hureau, auteur de la Bande Dessinée Sermilik, monstudiotv, 12 novembre 2022[16]
- Dans le ventre de la baleine - Simon Hureau, 16 novembre 2022[21]
- Interview I Simon HUREAU - Nov. 23, La caravelle fait ses bulles, 2023[22]